# Zaldívar

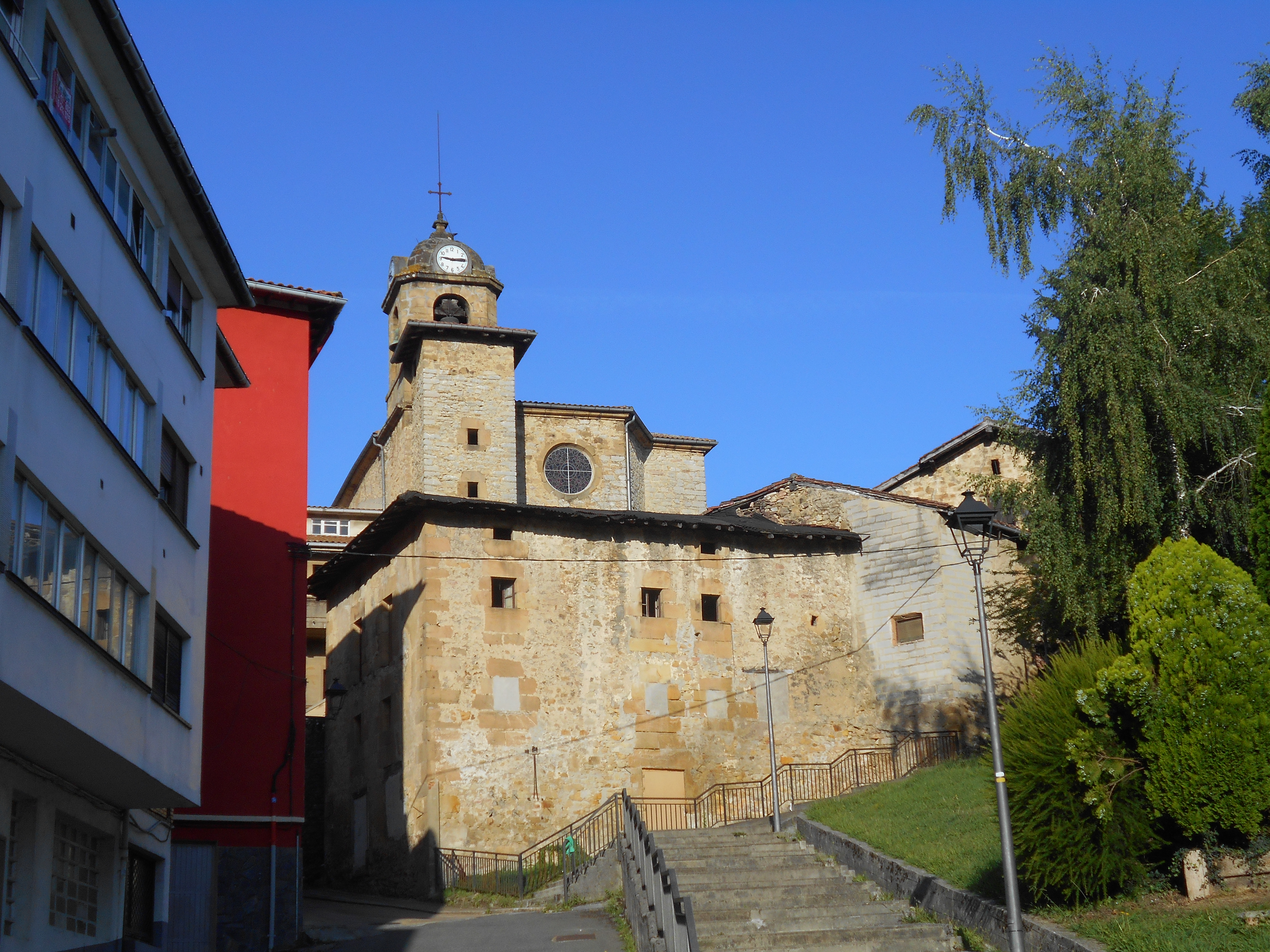
Parroquia de San Andrés

Zaldívar (oficialmente en euskera: Zaldibar) es una anteiglesia y municipio de la provincia de Vizcaya en el País Vasco, España. Pertenece a la comarca del Duranguesado y cuenta con una población de 3045 habitantes según datos del INE (2020). La extensión del municipio es de 11,84 km²  por lo que la densidad poblacional es de 257,18 hab/km².

## Toponimia
Zaldívar, en euskera Zaldibar, es un topónimo de etimología transparente, ya que puede traducirse del euskera como valle/vaguada de los caballos, de zaldi, en vasco caballo, e ibar, en euskera valle o vaguada. El escudo del municipio muestra así un caballo.
Sin embargo el municipio se denominaba antiguamente Zaldúa, teniendo zaldua significado en euskera de 'el soto'. Cabe la posibilidad de que Zaldívar no derive por tanto de valle/vaguada de los caballos, sino de zaldu (del latín saltus 'soto') e ibar, es decir de Valle del soto o Valle de Zaldúa, aunque sería un deriva fonética irregular (cfr. Zalduondo, zaldu+ondo, y Zaldiaran, zaldi+aran). Zaldúa es actualmente un arcaísmo que no se utiliza, aunque fue el nombre oficial del municipio hasta 1932.
El nombre formal del municipio en euskera y oficial desde la década de 1980 es Zaldibar, que es una adaptación del histórico Zaldívar a las modernas reglas ortográficas eúscaras. La pronunciación es ligeramente diferente.
Sobre su denominación oficial ha variado varias veces en los últimos siglos:
- siglo XIX: Zaldúa o Zaldívar (dependiendo de la época)
- 1877-1932: Zaldúa.
- 1932-1980: Zaldívar
- 1980-act.: Zaldibar

## Geografía

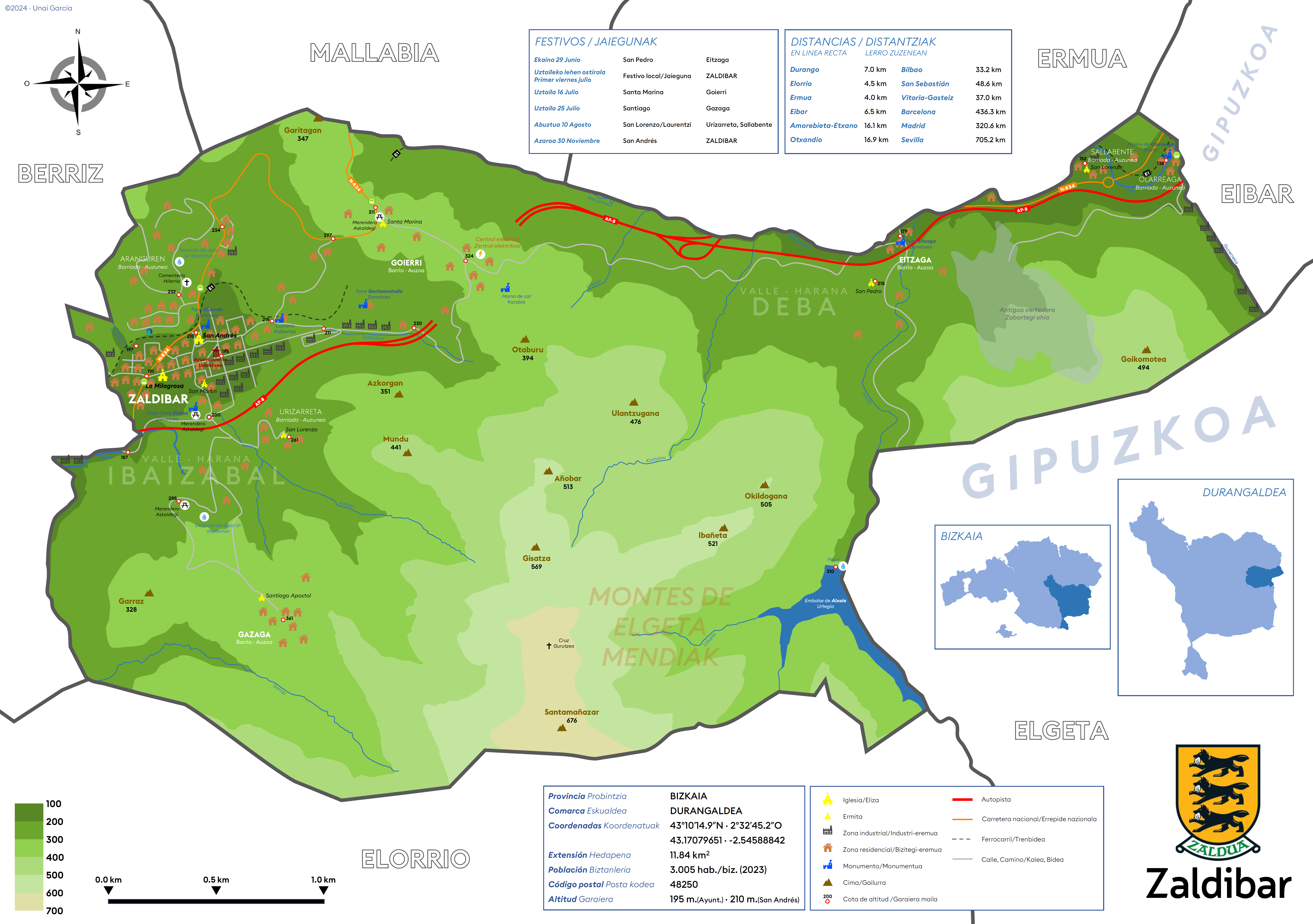
Mapa municipal de Zaldibar

Integrado en la comarca del Duranguesado, en la parte más oriental de la provincia de Vizcaya, se sitúa a 42 kilómetros de Bilbao. El término municipal está atravesado por la Autopista del Cantábrico (AP-8) y por la carretera nacional N-634 en el pK 66 y entre los pK 71 y 73.
| Noroeste: Bérriz           | Norte: Mallavia y Ermua | Nordeste: Éibar (Guipúzcoa)                   |
| Oeste: Bérriz              |                         | Este: Éibar (Guipúzcoa) y Elgueta (Guipúzcoa) |
| Suroeste: Bérriz y Elorrio | Sur: Elorrio            | Sureste: Elgueta (Guipúzcoa) y Elorrio        |

### Composición
El municipio de Zaldívar está conformado, además del núcleo urbano, por los barrios rurales de Eitzaga (este barrio está en la vertiente del río Deva), Sallabente, Goierri, Gazaga, Urizar y Aranguren.

### Hidrografía

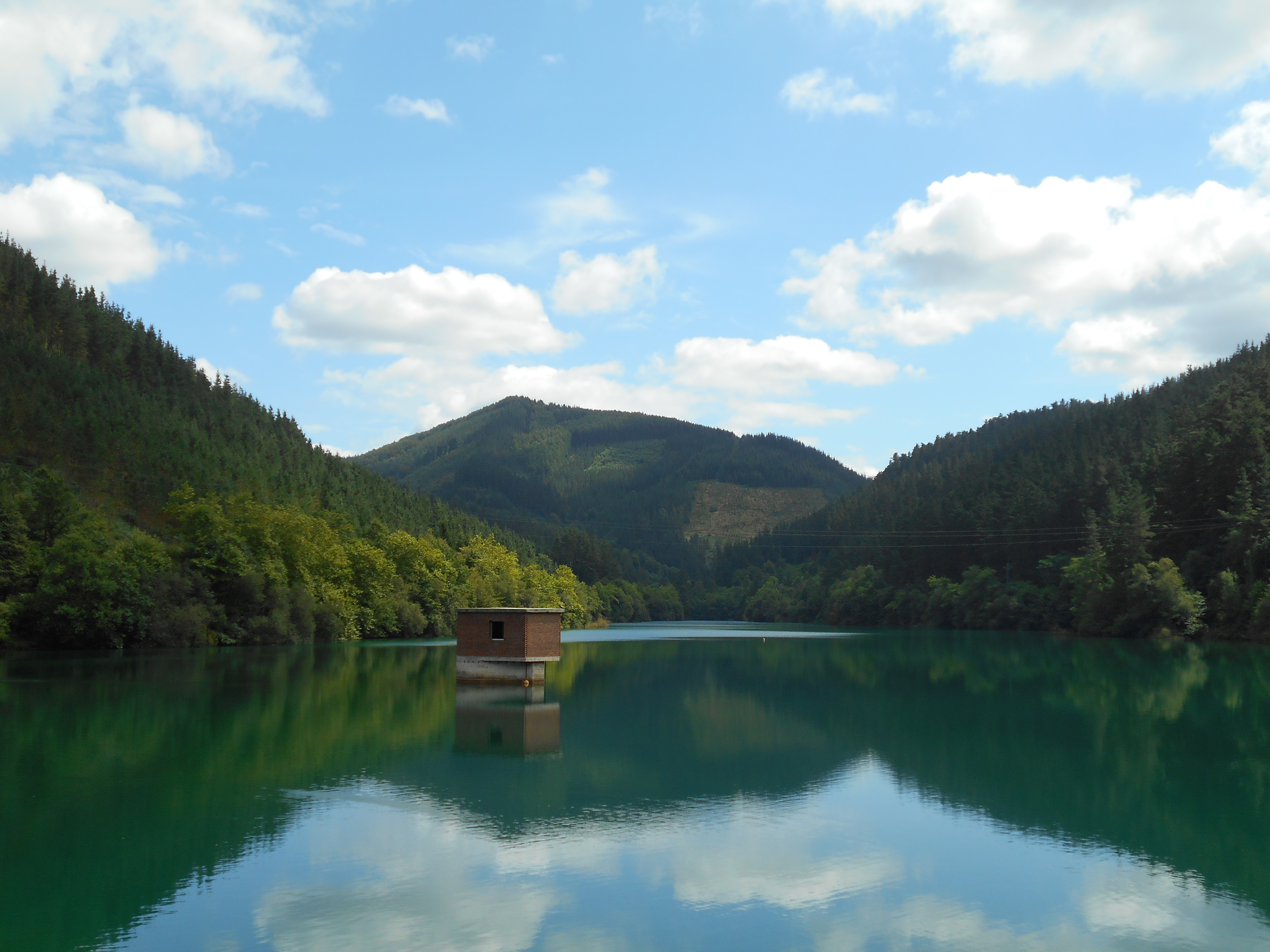
Embalse de Aixola

El curso fluvial principal del municipio es el río Zaldua o Zaldu erreka, que en Abadiano forma el Ibaizábal. En la parte oriental del municipio, perteneciente a la cuenca del Deva, discurre el río Ego, que represa sus aguas en el embalse de Aixola, en el límite con Elgueta.

### Orografía

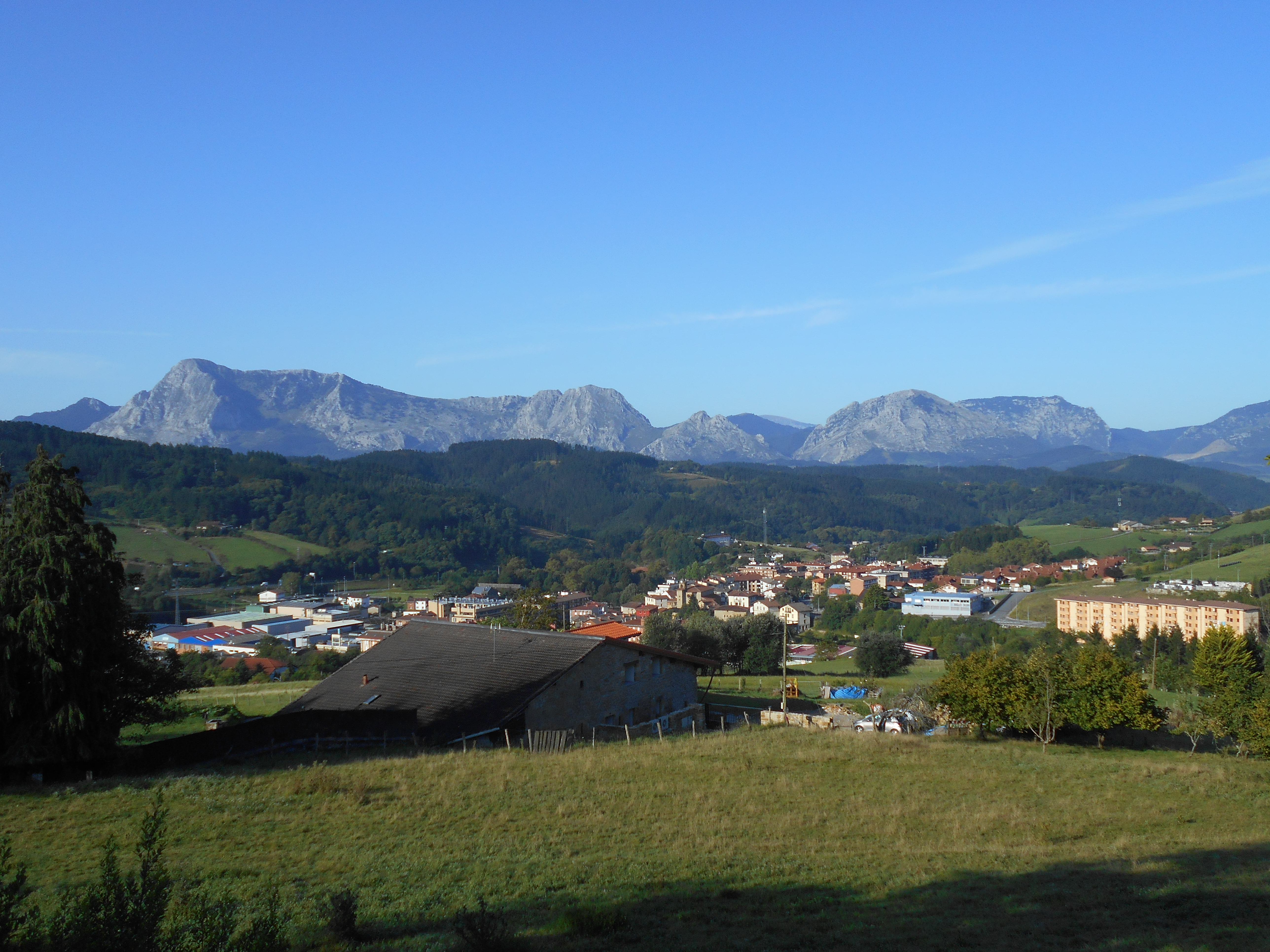
Zaldívar vista desde el Alto de Areitio

Con el telón de fondo de las peñas del Duranguesado, Zaldívar queda rodeado de pequeños montes que tienen su máxima cota en Santa Mañazar (675 metros), situado al sur. La pertenencia a dos vertientes, la del Ibaizábal y la del Deva, hace que la divisoria de aguas se convierta en obstáculo a superar por las infraestructuras de comunicación que recorren el municipio de este a oeste. El puerto que cruza la carretera N-634 es el puerto de Areitio (313 metros), que tanto la autopista AP-8 como el ferrocarril salvan con sendos túneles. La altitud oscila entre los 675 metros (monte Santa Mañazar) y los 100 metros a orillas del río Ego. El casco urbano se alza a 210 metros sobre el nivel del mar.  

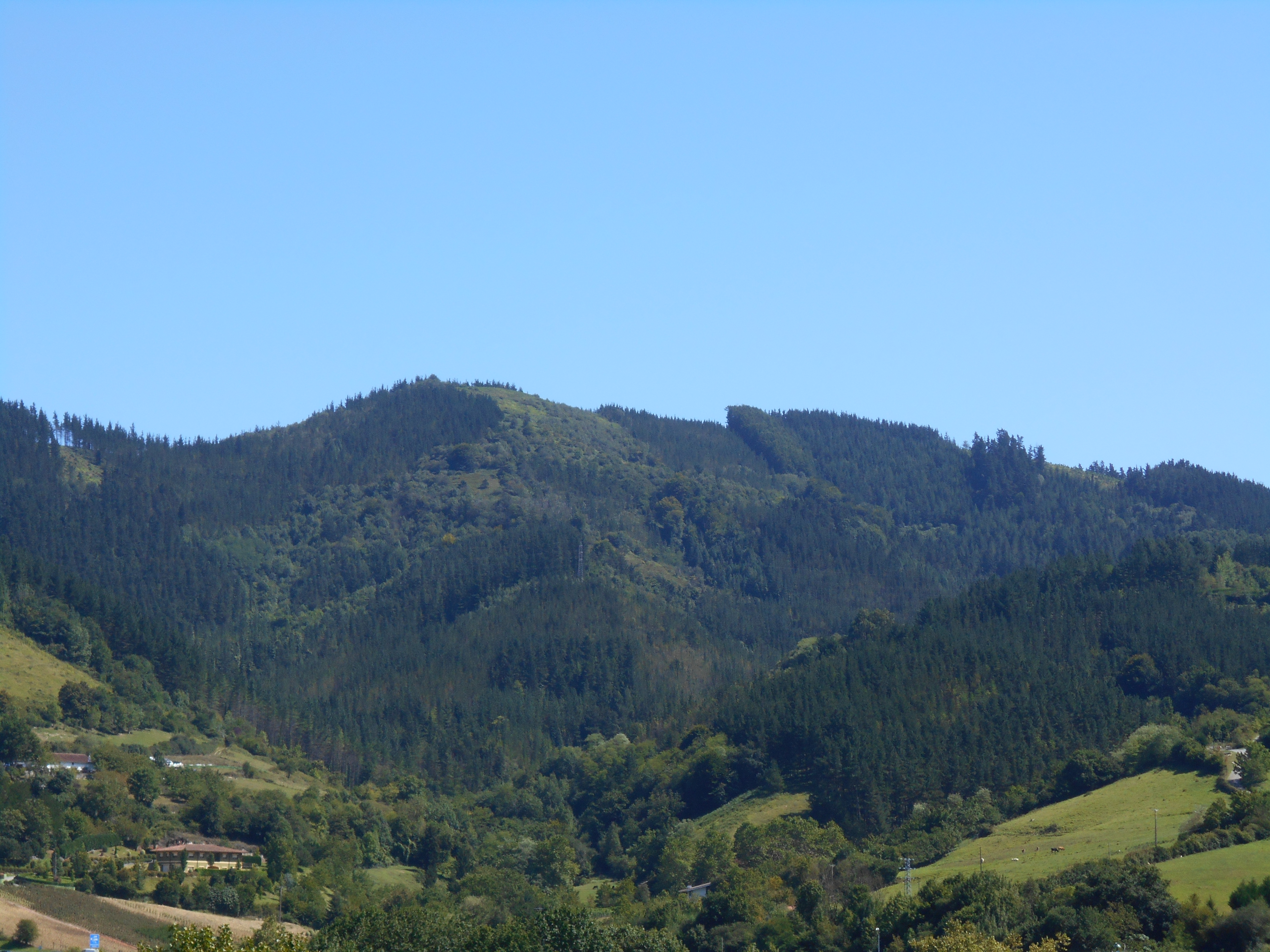
Santamariñazar desde el valle

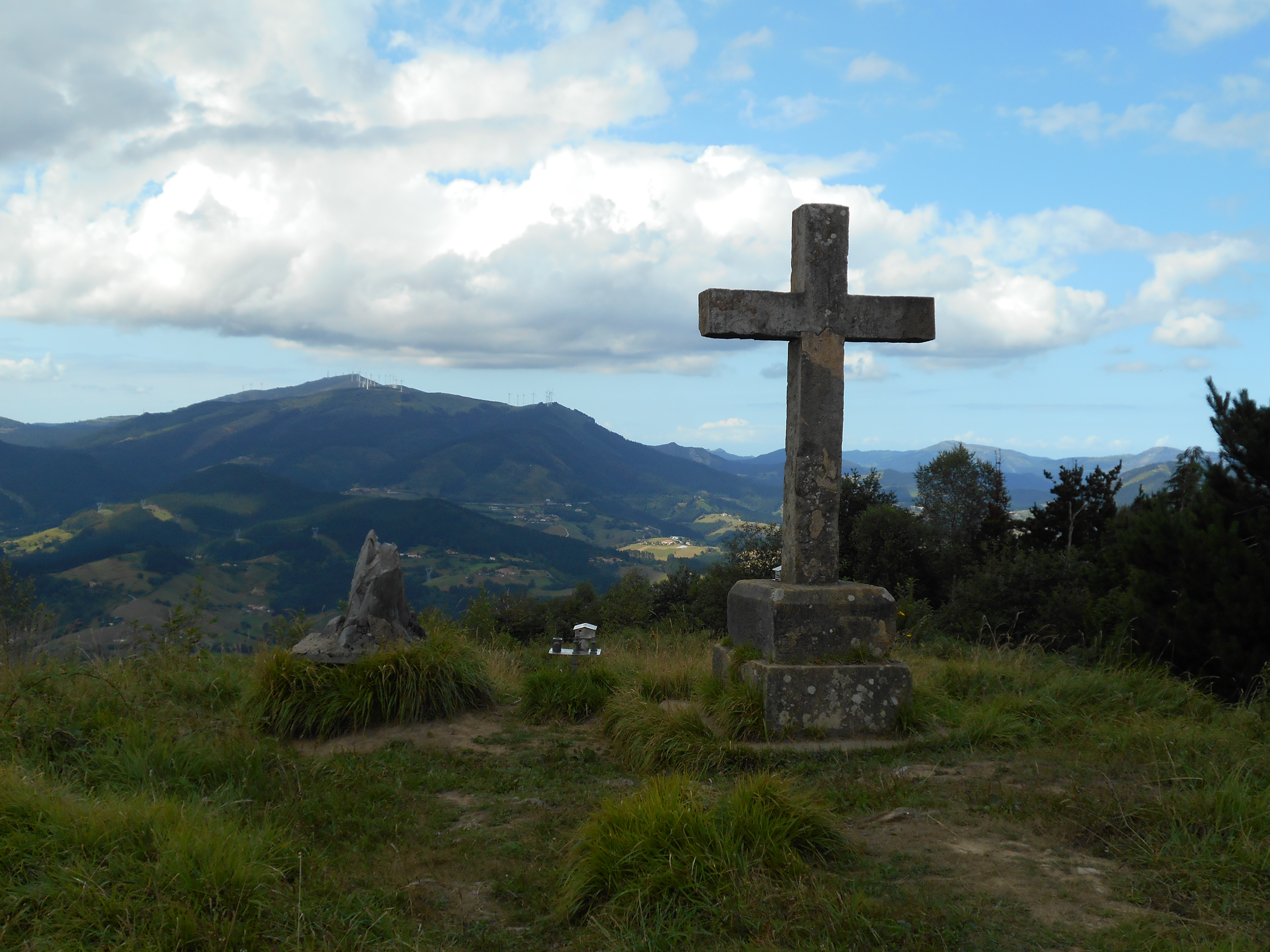
Cruz en la cima de Santamariñazar

## Historia
La anteiglesia de Zaldúa, hoy Zaldívar, pertenecía a la Merindad de Durango y formaba parte, con voz y voto, en las Juntas de Gerediaga donde ocupaba el asiento número 7. 

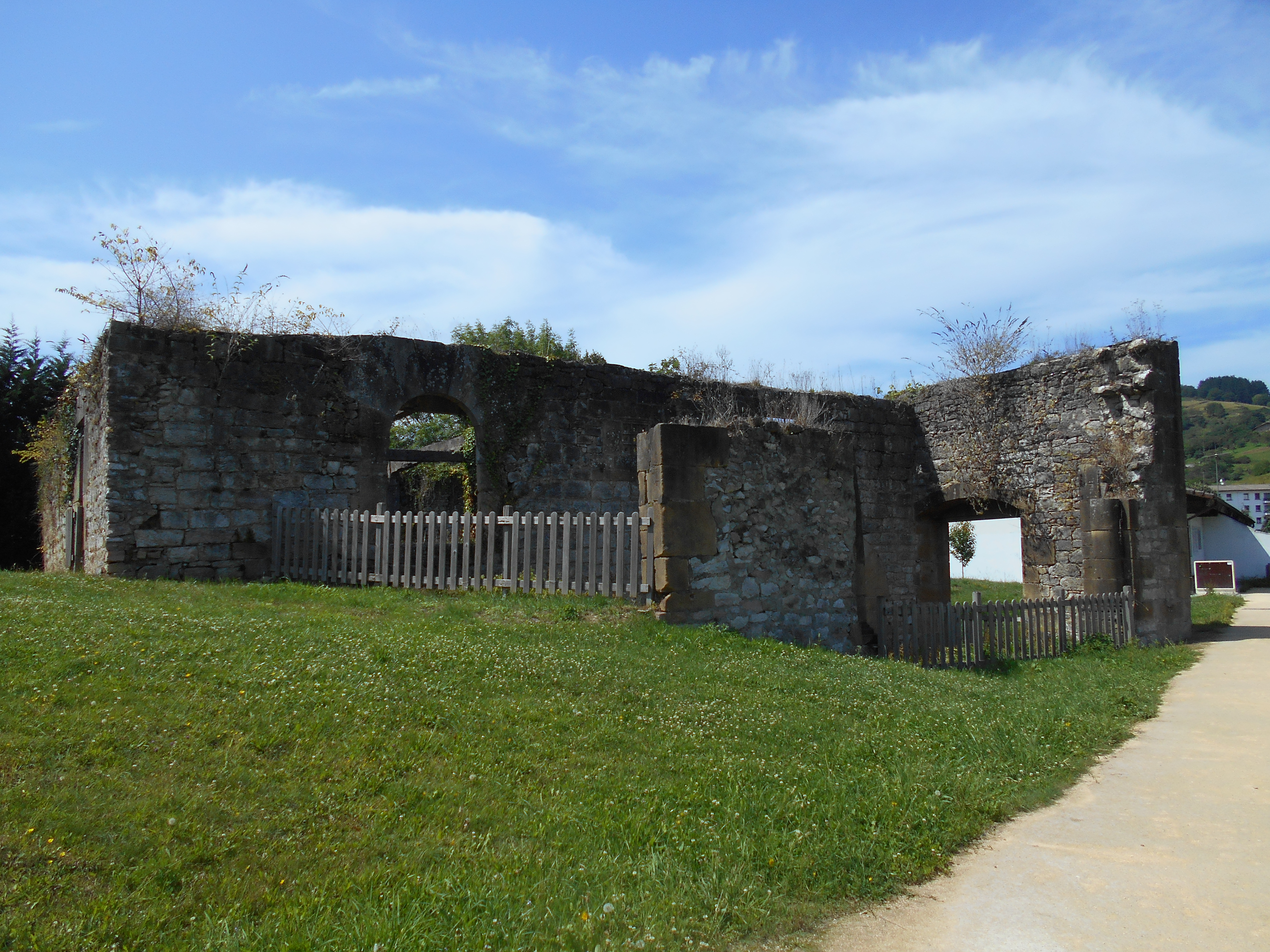
Ruinas de la Casa Torre de Zaldívar

Como es normal en las anteiglesias, no se tiene conocimiento de su fundación. La tradición cuenta que el rey navarro Sancho Garcés II (935–994) pasó 10 años preso en la casa torre de Zaldívar, cuyos propietarios dominaban el territorio. Hay datos históricos que sitúan la edificación de la iglesia de San Andrés en el siglo XIII. En 1778 con motivo de la recrostrucción de la iglesia que había sido dañada con un rayo el año anterior, se sabe que la misma estaba atendida con dos beneficiados y que cobraban diezmos a las 64 casas que entonces componían la población.
En el barrio de Sallabente, en la cuenca del río Ego, se estableció, alrededor del siglo XIII, el Val de Ego, estructura administrativa medieval que tenía su propio régimen organizativo y jurídico de regulación de las ferrerías ubicadas en el valle de ese río.
La historia de la población está marcada por el manantial Urgazia (agua salada) de aguas minero-medicinales que dio pie para que en el siglo XIX se construyera un balneario (lo inauguró el conde de Peñaflorida José María Munibe en 1846). Las instalaciones gozaron de buen nombre fueron de importancia en aquellos tiempos. Una vez pasado el tiempo de los balnearios pasó a manos de la Diputación Foral de Vizcaya, que lo convirtió en hospital siquiátrico, y luego estas instalaciones pasaron al Servicio Vasco de Salud, Osakidetza, en 1985. A inicios del siglo XX se formalizó  un acuerdo entre el ayuntamiento y Osakidetza para que una parte muy importante de los jardines que componen el complejo hospitalario fuera  cedida al pueblo para la construcción de diverso equipamiento de todo tipo.
En 1932 la localidad adoptó el nombre de Zaldivar, por el que se conocía el balneario, como propio abandonando el de Zaldua. En 1976 se adoptó como escudo de la población un árbol y un animal que acabó siendo un caballo (hay similitud entre el término Zaldívar y el eúscaro zaldia que significa caballo) en una remodelación de la heráldica realizada en 2005 el caballo tomó protagonismo. En marzo de 2017, tras una investigación realizada por la asociación Gerediaga se adoptó como escudo del municipio el hallado más antiguo, el del molino del barrio de Eizaga, perteneciente a la familia Murga, tres lobos, uno sobre otro, al que se ha incorporado la palabra Zaldua.

### Desastre medioambiental
El 6 de febrero de 2020, a las 16:30h, colapsó el vertedero que la empresa Verter Recycling 2002 SL explotaba en el barrio de Eizaga, muy cerca de las poblaciones de Éibar y Ermua, provocando un corrimiento de tierra y residuos, muchos de ellos tóxicos, de más de 725 000 m³ que cortó la autopista AP-8 y la carretera N-634. En incidente desaparecieron dos trabajadores del vertedero Alberto Sololuze y Joaquín Beltrán, cuyos restos no se hallaron. Los residuos que admitía el vertedero debían de ser  no peligrosos de origen industrial, pero se hallaron toneladas de amianto y se produjeron escapes de gas metano que provocaron un incendio que duró  más de 9 días y emitió a la atmósfera sustancias nocivas como dioxinas y furanos, creando un estado de alarma entre la población y provocando restricciones por motivos de salud en los municipios de Éibar, Ermua y Elgueta que afectó a unas 50.000 personas.
La gestión de la crisis por parte de los responsables fue altamente deficiente. Las primeras labores de rescate y búsqueda, no se sabía si había vehículos atrapados bajo los escombros en la AP-8 y carretera nacional N-634, se desarrollaron sin saber qué elementos contaminantes había y se tuvieron que suspender en cuandto el OSALAN detectó amianto. El Gobierno Vasco no comunicó la propiedad de la empresa hasta días después, mientras que en los medios de comunicación se hacía hincapié en que era una empresa privada. Las labores de coordinación fueron escasas y no se presentó un plan de actuación hasta finales de febrero, centrándose el mismo primero en apagar los incendios, luego en estabilizar el terreno y después en  llegar a los lugares donde se sospechaba que podrían estar los restos de los trabajadores desaparecidos. La comunicación a la población fue escasa y contradictoria, creando confusión. No se trató el tema en sede parlamentaria, y no acudió el lehendakari a la zona y donde los familiares de las víctimas hasta que no fue evidente la magnitud del desastre. Se realizaron diferentes movilizaciones ciudadanas y mucho dinamismo en las redes sociales y se creó la plataforma ciudadana #ZaldibarArgitu (Aclarando Zaldívar). 
La empresa Verter Recycling 2002 SL, está ubicada en terrenos del caserío Kondia, perteneciente a uno de sus socios, en el barrio de Eitzaga de Zaldívar. Obtuvo la autorización ambiental integrada para la actividad de vertedero de residuos no peligrosos de origen industrial el 22 de enero de 2007, entre los que había residuos de construcción con amianto. La licencia de apertura la concedió el ayuntamiento de Zaldívar después de que la Viceconsejería de Medio Ambiente del Gobierno vasco diera el visto bueno el 24 de marzo de 2011, y esa Autorización Ambiental Integrada «fue modificada mediante resolución del viceconsejero de Medio Ambiente del Gobierno vasco de 4 de septiembre de 2013». En 1996 se presenta en el ayuntamiento de Zaldívar una propuesta para la creación de un vertedero en Eitzaga. La propuesta no sale adelante por los votos en contra de la oposición y de un concejal de PNV, partido que entonces tenía la alcaldía, residente en el barrio, que rompe la disciplina de partido. En las elecciones de 2002, la izquierda abertzale no se puede presentar por estar ilegalizada, y por lo tanto no obtiene representación. Se retoma la propuesta anterior, que la nueva mayoría del municipal aprueba, y da comienzo el camino para la construcción del vertedero. En 2007 obtienen licencia de obras que se renueva en 2008, y en 2011 obtienen licencia de actividad.

## Demografía
Zaldívar cuenta con una población de 3027 habitantes (INE 2024).
| Gráfica de evolución demográfica de Zaldívar entre 1842 y 2021 |
| |
| Población de derecho según los censos de población del INE Población de hecho según los censos de población del INEEn estos censos se denominaba Zaldívar: 1842, 1940, 1950 y 1970 En estos censos se denominaba Zaldúa o Zaldívar: 1857 y 1860 En estos censos se denominaba Zaldúa: 1877, 1887, 1897, 1900, 1910, 1920 y 1930 |

### Transporte y comunicaciones
Las comunicaciones están centradas en la carretera nacional N-634 que recorre el municipio de este a oeste al igual que la autopista AP-8, pero esta no tiene accesos desde el municipio, quedando estos en Ermua y Durango. Estas infraestructuras unen Zaldívar con las capitales de Vizcaya y Guipúzcoa.
El ferrocarril de vía estrecha de Euskotren de la línea Bilbao-San Sebastián, tiene estación en el corazón de la trama urbana.

## Economía
La economía de Zaldívar está basada en el sector industrial, cuenta con importantes industrias de transformados metálicos, con fábricas y talleres en donde se producen máquinas herramientas, industria auxiliar del automóvil, escopetas de caza, etc.
Los barrios rurales mantienen una cierta actividad agrícola y ganadera, que se combina con el trabajo en el sector industrial o de servicios, bien del propio municipio o de los cercanos. La actividad agrícola, en explotaciones típicas de los caseríos (baserris) se dedica a la venta al por menor, directamente al consumidor, en los mercados de las ciudades cercanas. Hay también una importante producción forestal, un 90% de los montes son maderables, y de viveros.

## Administración y política
| Partido político                                              | 2023  | 2023  | 2023       | 2019  | 2019  | 2019       | 2015  | 2015  | 2015       | 2011  | 2011  | 2011       | 2007  | 2007  | 2007       |
| Partido político                                              | %     | Votos | Concejales | %     | Votos | Concejales | %     | Votos | Concejales | %     | Votos | Concejales | %     | Votos | Concejales |
| Euskal Herria Bildu (EH Bildu)-Bildu                          | 50,73 | 687   | 6          | 42,64 | 647   | 5          | 47,30 | 674   | 6          | 51,66 | 780   | 6          | —     | —     | —          |
| Euzko Alderdi Jeltzalea-Partido Nacionalista Vasco (EAJ-PNV)  | 32,79 | 444   | 4          | 34,14 | 518   | 4          | 23,51 | 335   | 3          | 21,46 | 324   | 2          | 35,55 | 406   | 4          |
| Partido Socialista de Euskadi-Euskadiko Ezkerra (PSE-EE PSOE) | 13,22 | 179   | 1          | 16,54 | 251   | 2          | 14,67 | 209   | 2          | 16,69 | 252   | 2          | 25,92 | 296   | 3          |
| Partido Popular del País Vasco (PP)                           | 1,25  | 17    | 0          | 3,49  | 53    | 0          | 5,40  | 77    | 0          | 8,21  | 124   | 1          | —     | —     | —          |
| Eusko Alkartasuna (EA)                                        | —     | —     | —          | —     | —     | —          | —     | —     | —          | —     | —     | —          | 22,85 | 261   | 3          |
| Grupo Independiente de Zaldívar (GIZ)                         | —     | —     | —          | —     | —     | —          | —     | —     | —          | —     | —     | —          | 10,33 | 118   | 1          |

## Cultura

### Patrimonio
En el patrimonio monumental de Zaldívar destacan:
- La iglesia de San Andrés: templo del siglo XIII, aunque muy modificado por las posteriores ampliaciones de siglo XVII y XVIII. Conserva un ciborio gótico del siglo XV en el muro posterior bajo el pórtico. Javier de Ybarra y Bergé lo describe así en su Catálogo de Monumentos de Vizcaya:

en cuya parte central figura la cruz de San Andrés, ribeteada con cordón y ramas de follaje y un crucifijo bajo un doselete, con dos ángeles a los lados, uno de ellos portando un cáliz con una filacteria, unas flores y otros motivos decorativos. A ambos lados de este conjunto hay, protegidos por sendos doseletes, una figura humana desnuda, aunque con la cabeza tocada y las manos en actitud orante, y un hombre barbudo con largo hábito, la cabeza tocada y con dos objetos en sus manos, difíciles de precisar, quizás una flor y una palma. También a Santiago montando sobre un caballo, y a su vez, sobre una barca

.
- Casa consistorial: obra de estilo vasco realizada en 1972 por arquitecto Esteban Argarate Uría.

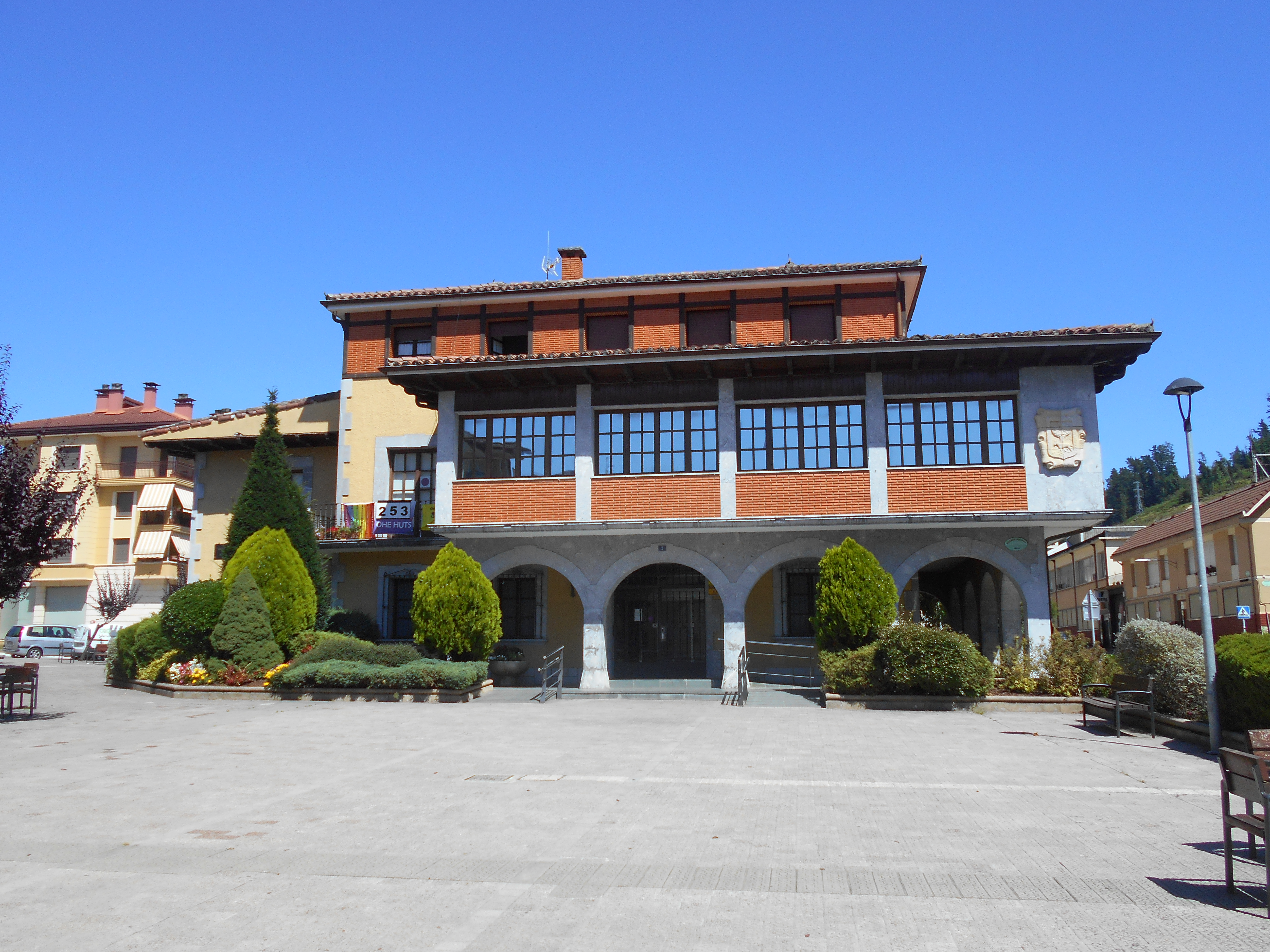
Casa consistorial

- Torre de Zaldua: casa-torre posiblemente del siglo XV, en la actualidad está en ruinas. Se aprecian tres plantas con puertas en arco de medio punto y algún vestigio artísticamente labrado.

- Torre de Garitaondia: casa-torre del siglo XVII, está muy bien conservada con un buen escudo de armas y una leyenda que señala el año de la obra «Esta obra icieron Pº de Onanda i Madalina de Çuricaray su muger en el año de 1612». Un edificio adosado a la misma tapa parte de su fachada principal.

- Torre de Eitzaga: posiblemente del siglo XV. De piedra de sillería y mampostería tiene un escudo circular con las armas del rey navarro Juan III.

- Calvario: conjunto escultural del siglo XVII está compuesto por los tres elementos clásicos, la cruz central y las dos laterales de Tau. La cruz central es interesante y lleva labrados los elementos de la pasión de Cristo.

Hay también un buen número de ermitas por lo diferentes barrios así como relevantes pinturas contemporáneas en las capillas del hospital y del convento de las Madres Carmelitas. Sin olvidar los testimonios civiles del trabajo cotidiano, como son los molinos, movidos por agua, y los caleros, alguno recientemente recuperado y bien conservado así como alguna ferrería.
| San Pedro | San Lorenzo | San Lorenzo | San Martín | Santa Marina | Santiago Apóstol |
|           |             |             |            |              |                  |
| Eitzaga   | Urizar      | Sallabente  | Zaldívar   | Goierri      | Gazaga           |

Por Zaldívar pasa un ramal secundario del Camino de Santiago por la costa.

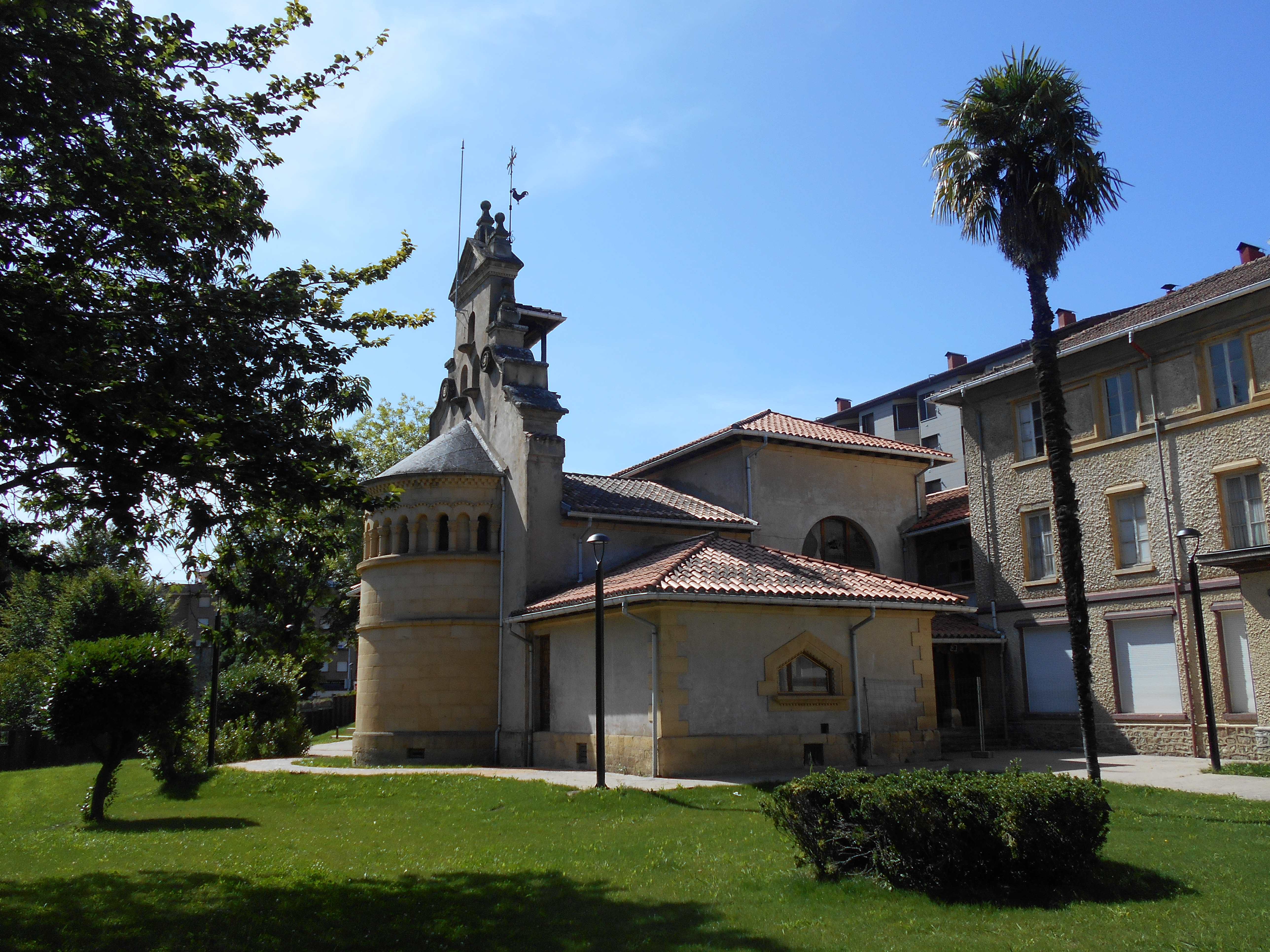
Capilla de La Milagrosa (Antigua Capilla del Hospital)

### Fiestas
Zaldívar celebra sus fiestas en honor a San Andrés, su patrón.
- Fiestas de Zaldívar: Fiestas patronales. Primer jueves de julio, siendo el viernes siguiente el día grande. Anteriormente el día grande era el día 8 de julio, el día de Santa Isabel.

- San Andrés: día 30 de noviembre, es la fiesta mayor de municipio y se celebra con actos de todo tipo, tanto religiosos como civiles en donde destacan los bailes y el deporte rural vasco.

- San Esteban: día 26 diciembre, típica fiesta con bailes populares vascos y degustación de alimentos típicos.

Cada barrio celebra su fiesta particular en honor a su patrón, son estas las fiestas: Eitzago (San Pedro), Goierri (Santa Marina), Gazaga (Santiago), Sallabente (San Lorenzo) y Urizar (San Lorenzo).